# Episodi di Das Haus Anubis (prima stagione)
La 'prima stagione della serie televisiva Das Haus Anubis è stata trasmessa in Germania da Nickelodeon dal 29 settembre 2009 al 30 aprile 2010.
| n°            | Titolo originale             | Titolo italiano | Prima TV originale | Prima TV Italia |
| Prima parte   | Prima parte                  | Prima parte     | Prima parte        | Prima parte     |
| ------------- | ---------------------------- | --------------- | ------------------ | --------------- |
| 1             | Neu im Haus Anubis           |                 | 29 settembre 2009  |                 |
| 2             | Unerwünscht                  |                 | 29 settembre 2009  |                 |
| 3             | Der schwarze Vogel           |                 | 30 settembre 2009  |                 |
| 4             | Fragen ohne Antworten        |                 | 1º ottobre 2009    |                 |
| 5             | Wolke Acht                   |                 | 2 ottobre 2009     |                 |
| 6             | Die Mutprobe                 |                 | 5 ottobre 2009     |                 |
| 7             | Verloren, gefunden           |                 | 6 ottobre 2009     |                 |
| 8             | Reden ist Gold               |                 | 7 ottobre 2009     |                 |
| 9             | Hieroglyphen                 |                 | 8 ottobre 2009     |                 |
| 10            | Glauben                      |                 | 9 ottobre 2009     |                 |
| 11            | Jeder Topf hat eienen Deckel |                 | 12 ottobre 2009    |                 |
| 12            | Geheime Pläne                |                 | 13 ottobre 2009    |                 |
| 13            | Stromausfall                 |                 | 14 ottobre 2009    |                 |
| 14            | Wieder zusammen              |                 | 15 ottobre 2009    |                 |
| 15            | Die Party                    |                 | 16 ottobre 2009    |                 |
| 16            | Liebes Tagebuch              |                 | 19 ottobre 2009    |                 |
| 17            | Austradiert                  |                 | 20 ottobre 2009    |                 |
| 18            | Ouija-Brett-Geister          |                 | 21 ottobre 2009    |                 |
| 19            | Post am Morgen               |                 | 22 ottobre 2009    |                 |
| 20            | Séance                       |                 | 23 ottobre 2009    |                 |
| 21            | Vermutungen                  |                 | 26 ottobre 2009    |                 |
| 22            | Gut un Bose                  |                 | 27 ottobre 2009    |                 |
| 23            | Eine Klene Geistergeschichte |                 | 28 ottobre 2009    |                 |
| 24            | Rache                        |                 | 29 ottobre 2009    |                 |
| 25            | Klassenfoto                  |                 | 30 ottobre 2009    |                 |
| 26            | Böse Gespenster              |                 | 2 novembre 2009    |                 |
| 27            | adäquate Bestrafung          |                 | 3 novembre 2009    |                 |
| 28            | Nigcht so, wie geplant       |                 | 4 novembre 2009    |                 |
| 29            | Streiche                     |                 | 5 novembre 2009    |                 |
| 30            | Ser Club ser alten Weide     |                 | 6 novembre 2009    |                 |
| 31            | Ertappt                      |                 | 9 novembre 2009    |                 |
| 32            | In Ietzter Sekunde           |                 | 10 novembre 2009   |                 |
| 33            | Oh Delia                     |                 | 11 novembre 2009   |                 |
| 34            | Alle hassen Luzy             |                 | 12 novembre 2009   |                 |
| 35            | Kellergänge                  |                 | 13 novembre 2009   |                 |
| 36            | Thriller                     |                 | 16 novembre 2009   |                 |
| 37            | Highligh                     |                 | 17 novembre 2009   |                 |
| 38            | Dead Man's Secret            |                 | 18 novembre 2009   |                 |
| 39            | Elixier                      |                 | 19 novembre 2009   |                 |
| 40            | Fremde, Freunde und Feinde   |                 | 20 novembre 2009   |                 |
| 41            | Rätsel Nr. 3                 |                 | 23 novembre 2009   |                 |
| 42            | Die alten Ägypter            |                 | 24 novembre 2009   |                 |
| 43            | Victor ist Vergangenheit     |                 | 25 novembre 2009   |                 |
| 44            | Nur Theather                 |                 | 26 novembre 2009   |                 |
| 45            | Sarah Winnsbrügge-Westerling |                 | 27 novembre 2009   |                 |
| 46            | Das hat Folgen...            |                 | 30 novembre 2009   |                 |
| 47            | Die gewollte Wahrheit        |                 | 1º dicembre 2009   |                 |
| 48            | Ein Muss                     |                 | 2 dicembre 2009    |                 |
| 49            | Anubis-Schocker - Teil 1     |                 | 3 dicembre 2009    |                 |
| 50            | Anubis-Schocker - Teil 2     |                 | 4 dicembre 2009    |                 |
| 51            | Die Fortsetzung              |                 | 7 dicembre 2009    |                 |
| 52            | Braune Augen                 |                 | 8 dicembre 2009    |                 |
| 53            | Die Idee                     |                 | 9 dicembre 2009    |                 |
| 54            | Die Herr                     |                 | 10 dicembre 2009   |                 |
| 55            | Die Sportmesse               |                 | 11 dicembre 2009   |                 |
| 56            | Die Uhr tickt                |                 | 14 dicembre 2009   |                 |
| 57            | Pharaos Fluch                |                 | 15 dicembre 2009   |                 |
| 58            | Versteckspiele               |                 | 16 dicembre 2009   |                 |
| 59            | Victor und seine Augen       |                 | 17 dicembre 2009   |                 |
| 60            | Das Grab                     |                 | 18 novembre 2009   |                 |
| 61            | Grusel-Gast                  |                 | 18 novembre 2009   |                 |
| Seconda parte |                              |                 |                    |                 |
| 62            | Eins voller Erfolg           |                 | 15 febbraio 2010   |                 |
| 63            | Das schwarze Monster         |                 | 16 febbraio 2010   |                 |
| 64            | Luzy, oh Luzy                |                 | 17 febbraio 2010   |                 |
| 65            | Der Film                     |                 | 18 febbraio 2010   |                 |
| 66            | Das Lied über Rätsel         |                 | 19 febbraio 2010   |                 |
| 67            | Briefgeheimnisse             |                 | 22 febbraio 2010   |                 |
| 68            | Wo die wilden Kinder wohnen  |                 | 23 febbraio 2010   |                 |
| 69            | Hausarrest                   |                 | 24 febbraio 2010   |                 |
| 70            | Die Horror-Rückkehr          |                 | 25 febbraio 2010   |                 |
| 71            | Geisel                       |                 | 26 febbraio 2010   |                 |
| 72            | Findet Mo!                   |                 | 1º marzo 2010      |                 |
| 73            | Willkommen in London         |                 | 2 marzo 2010       |                 |
| 74            | Der Glaube übernahm sich     |                 | 3 marzo 2010       |                 |
| 75            | Kinder des Zorns (1)         |                 | 4 marzo 2010       |                 |
| 76            | Kinder des Zorns (2)         |                 | 5 marzo 2010       |                 |
| 77            | Die heimliche Hochzeit       |                 | 8 marzo 2010       |                 |
| 78            | Ein schneller Wechsel        |                 | 9 marzo 2010       |                 |
| 79            | Das helle Licht              |                 | 10 marzo 2010      |                 |
| 80            | Trügender Schein             |                 | 11 marzo 2010      |                 |
| 81            | Die Geisterjäger             |                 | 12 marzo 2010      |                 |
| 82            | Bastelstunde                 |                 | 15 marzo 2010      |                 |
| 83            | Es wird passieren            |                 | 16 marzo 2010      |                 |
| 84            | CSI: Anubis                  |                 | 17 marzo 2010      |                 |
| 85            | Der Club wird stärker        |                 | 18 marzo 2010      |                 |
| 86            | Das glamouröse Leben         |                 | 19 marzo 2010      |                 |
| 87            | Gut gegen Böse               |                 | 22 marzo 2010      |                 |
| 88            | Entertainment                |                 | 23 marzo 2010      |                 |
| 89            | 130                          |                 | 24 marzo 2010      |                 |
| 90            | Ninas Bett                   |                 | 25 marzo 2010      |                 |
| 91            | Der geheime Orgelspieler     |                 | 26 marzo 2010      |                 |
| 92            | Der Tod                      |                 | 29 marzo 2010      |                 |
| 93            | …oder nicht                  |                 | 30 marzo 2010      |                 |
| 94            | Der Liebesplan               |                 | 31 marzo 2010      |                 |
| 95            | Die Drohne                   |                 | 1º aprile 2010     |                 |
| 96            | Das Ende der Wahrheit        |                 | 4 aprile 2010      |                 |
| 97            | Nur die Technik              |                 | 6 aprile 2010      |                 |
| 98            | Geben und Nehmen             |                 | 7 aprile 2010      |                 |
| 99            | 24 Stunden                   |                 | 8 aprile 2010      |                 |
| 100           | Die Tee Party                |                 | 9 aprile 2010      |                 |
| 101           | Das wahre Leben              |                 | 13 aprile 2010     |                 |
| 102           | Die Tierplage                |                 | 14 aprile 2010     |                 |
| 103           | Das Dilemma der Worte        |                 | 15 aprile 2010     |                 |
| 104           | Taktvoll                     |                 | 16 aprile 2010     |                 |
| 105           | Freund oder Club?            |                 | 19 aprile 2010     |                 |
| 106           | Geheime Taten                |                 | 20 aprile 2010     |                 |
| 107           | Mäusejagd                    |                 | 21 aprile 2010     |                 |
| 108           | Falsche Fährte               |                 | 22 aprile 2010     |                 |
| 109           | Die letzte Minute            |                 | 23 aprile 2010     |                 |
| 110           | Das große Reden              |                 | 26 aprile 2010     |                 |
| 111           | Zenos Sieg                   |                 | 27 aprile 2010     |                 |
| 112           | Die Wahl-Lüge                |                 | 28 aprile 2010     |                 |
| 113           | Leben ist nicht mehr Leben   |                 | 29 aprile 2010     |                 |
| 114           | Der Gral                     |                 | 30 aprile 2010     |                 |